# Chauliodus
Chauliodus is een geslacht van straalvinnige vissen uit de familie van Stomiidae.

## Soorten
- Chauliodus barbatus Garman, 1899
- Chauliodus danae Regan & Trewavas, 1929
- Chauliodus dentatus Garman, 1899
- Chauliodus macouni Bean, 1890
- Chauliodus minimus Parin & Novikova, 1974
- Chauliodus pammelas Alcock, 1892
- Chauliodus schmidti Ege, 1948
- Chauliodus sloani Bloch & Schneider, 1801 – Sloane's addervis
- Chauliodus vasnetzovi Novikova, 1972